# Parc olympique de Rio de Janeiro
Le Parc olympique de Rio de Janeiro est un complexe sportif qui a accueilli les Jeux olympiques de Rio de Janeiro en 2016.
Sa construction a débuté en 2007.
Le festival Rock in Rio a lieu dans ce site pour la première fois en 2017.

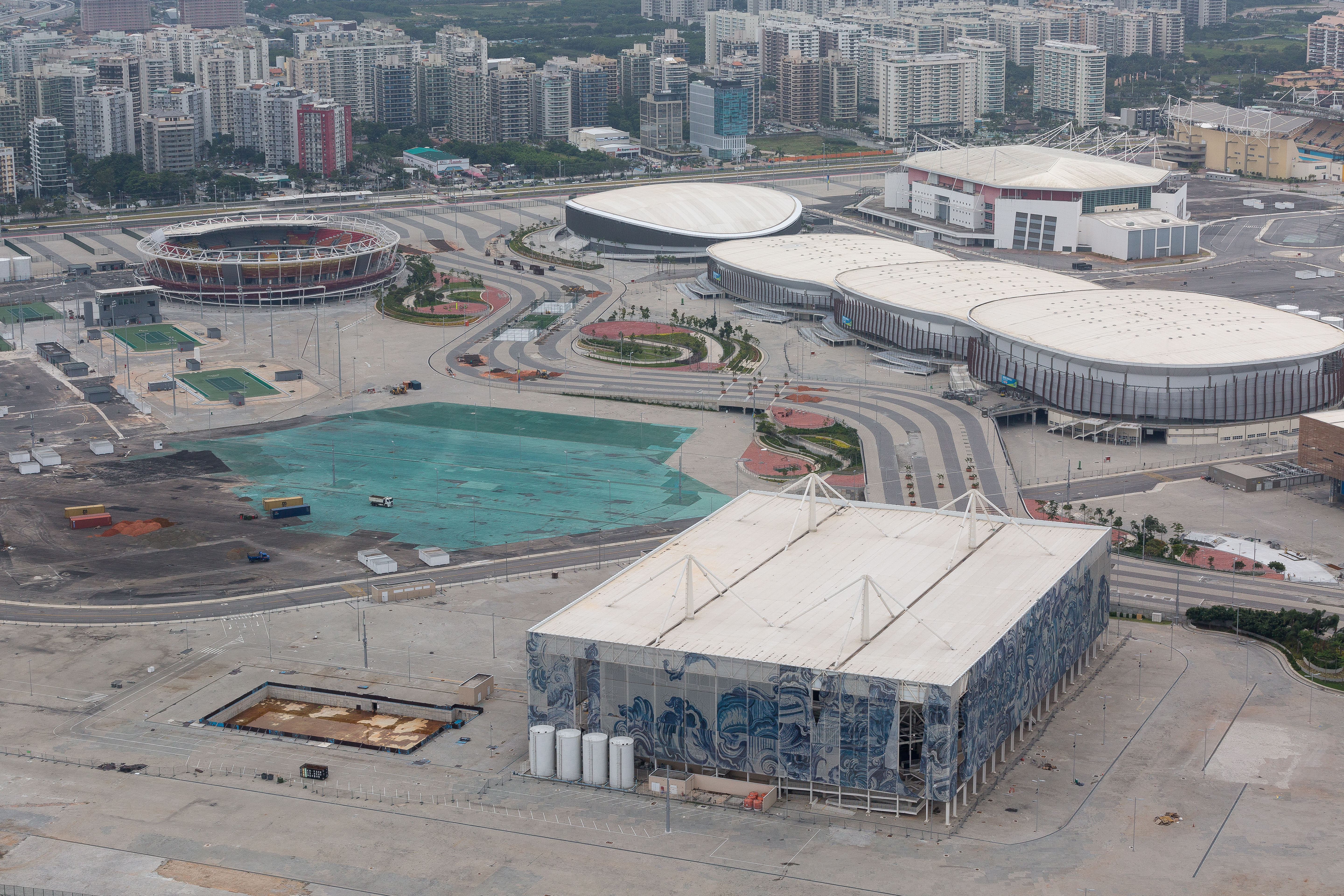
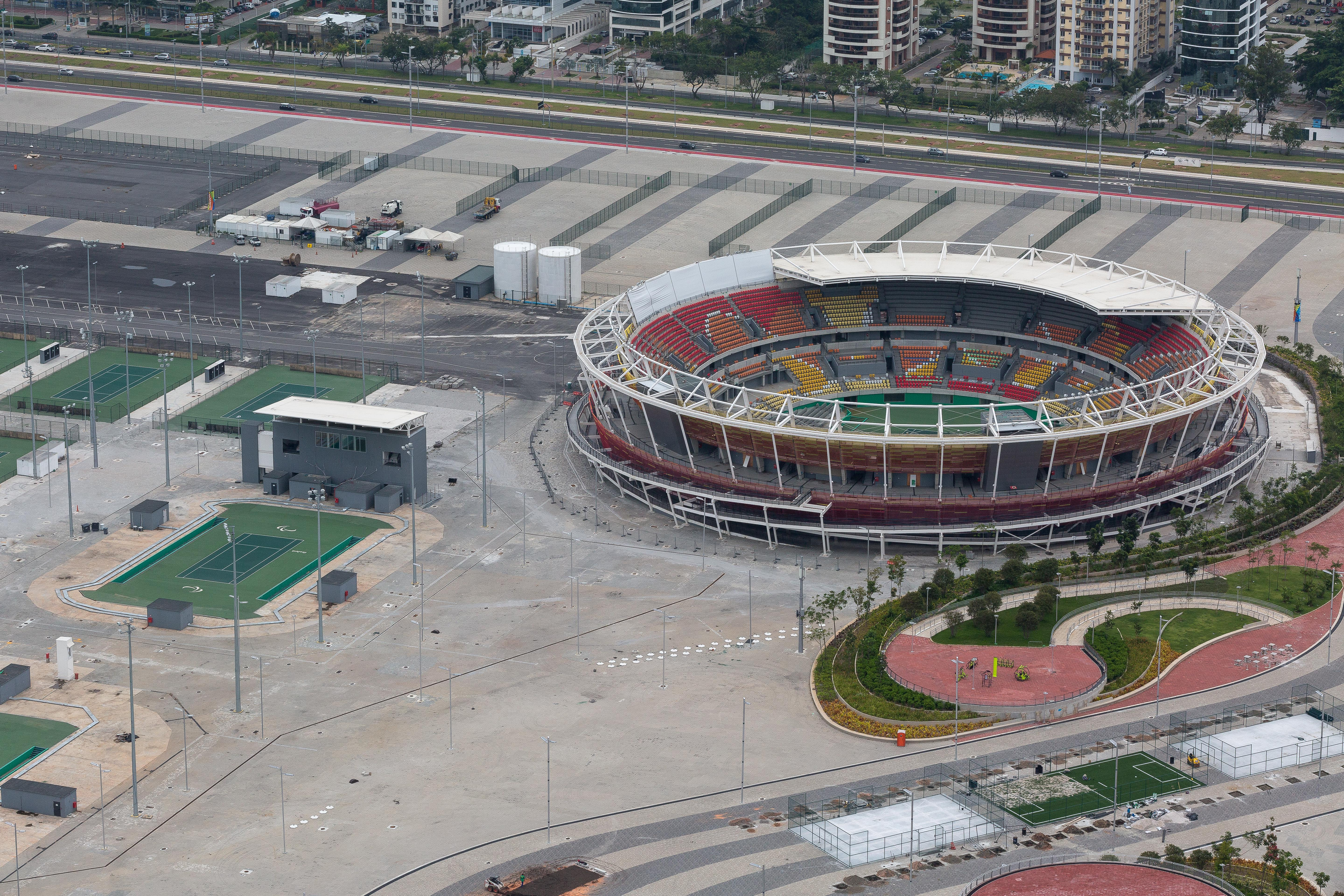
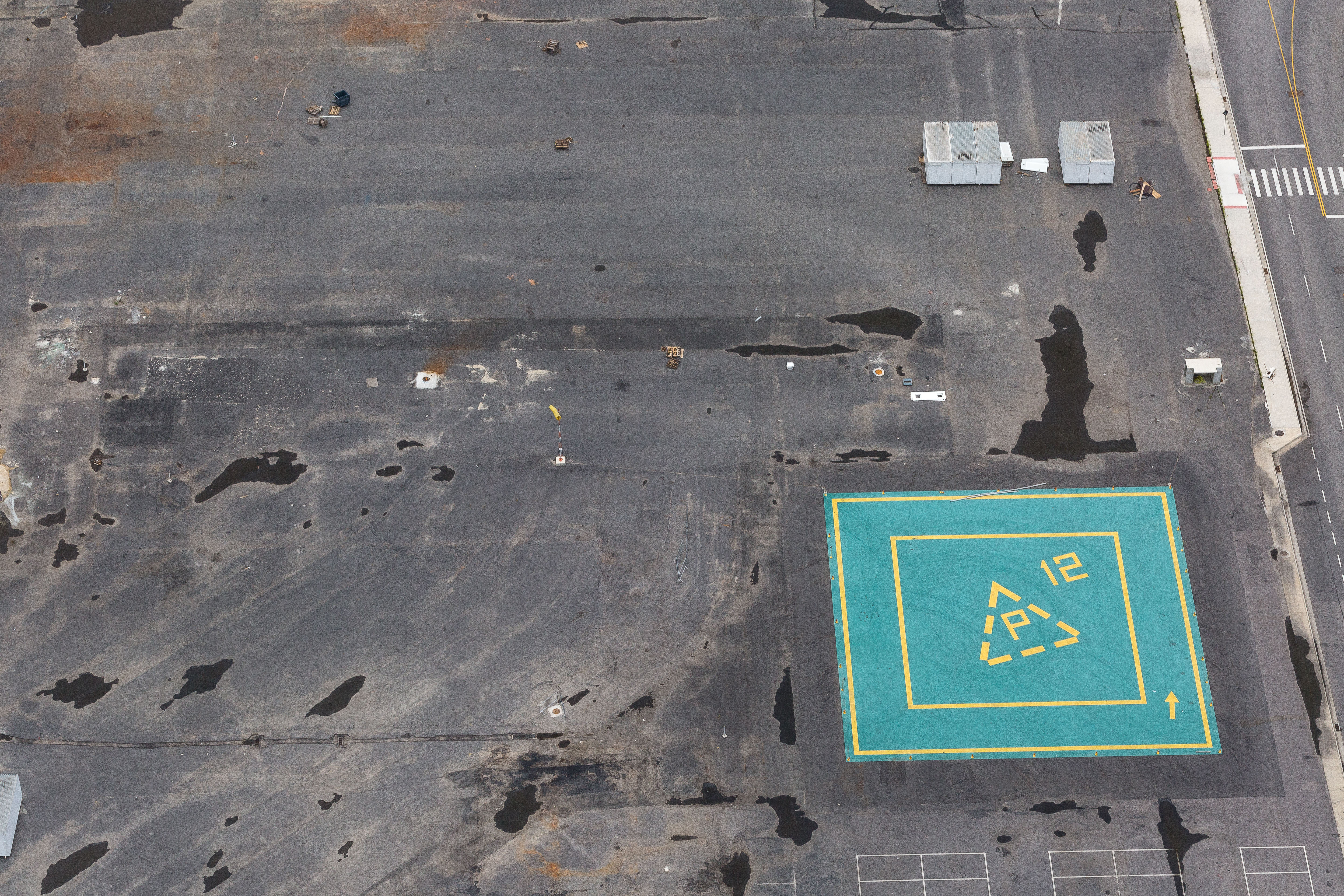
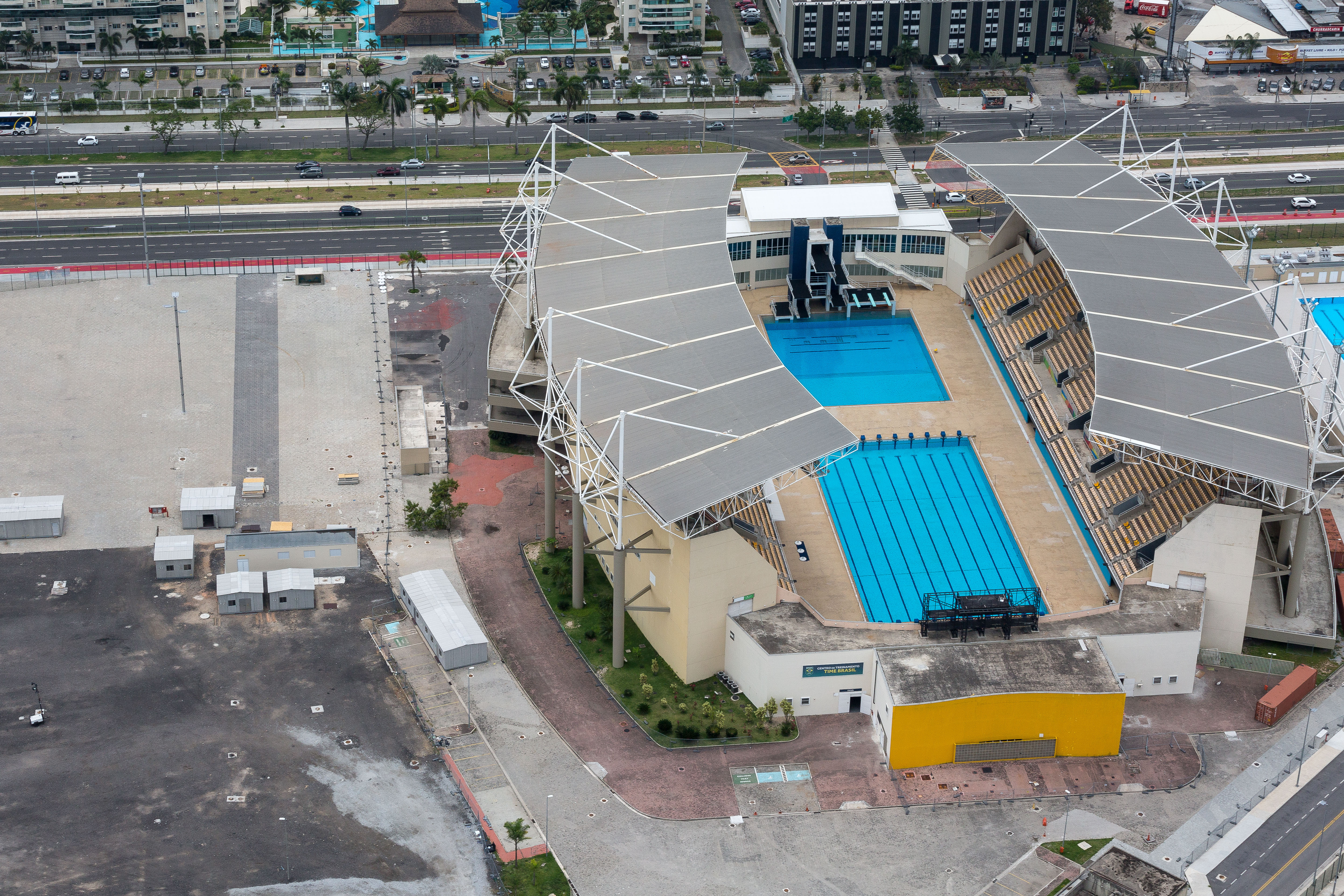
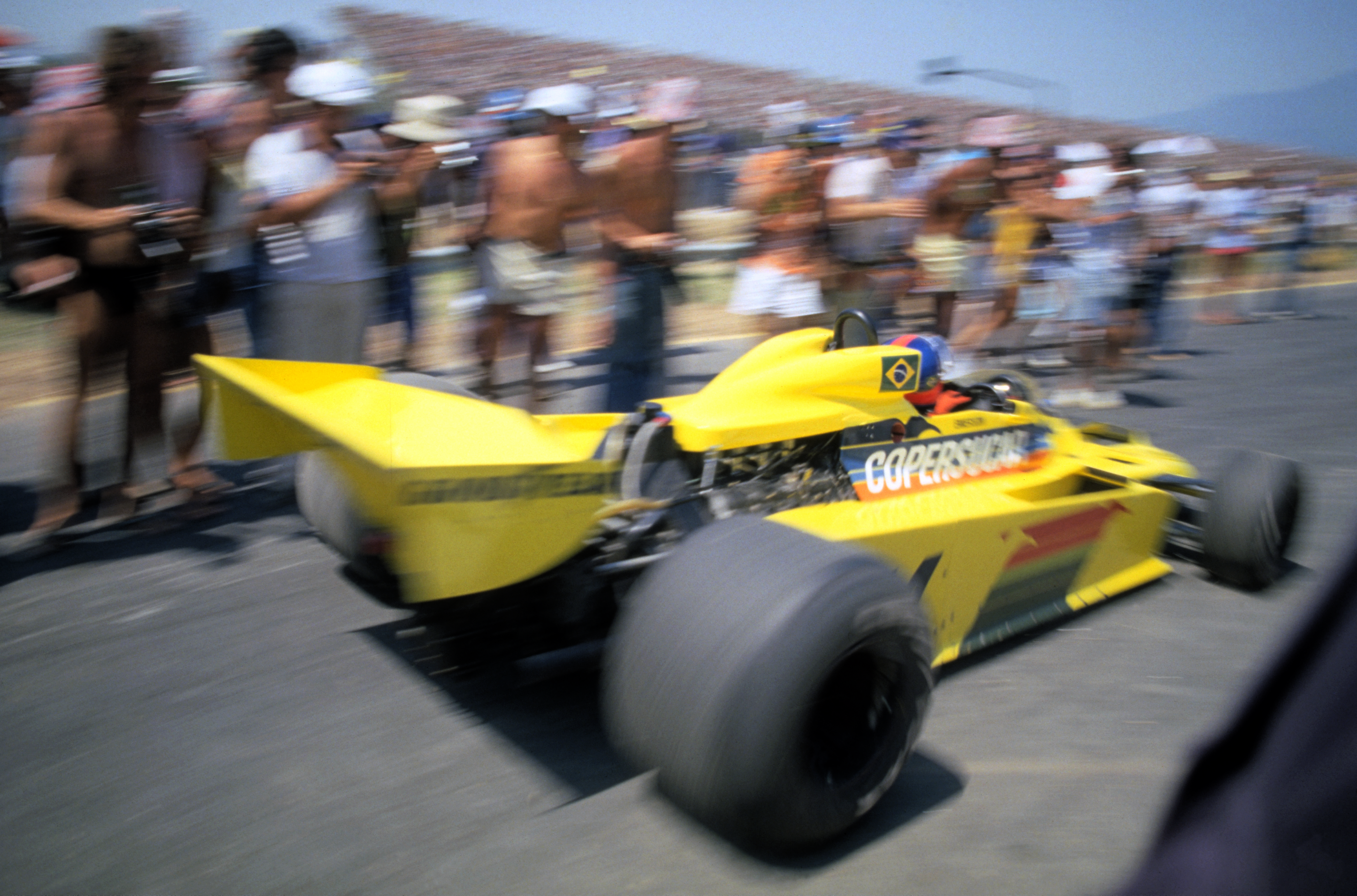
Emerson Fittipaldi, Jacarepagua, 1978